# エレオノーラ・ディ・トレド

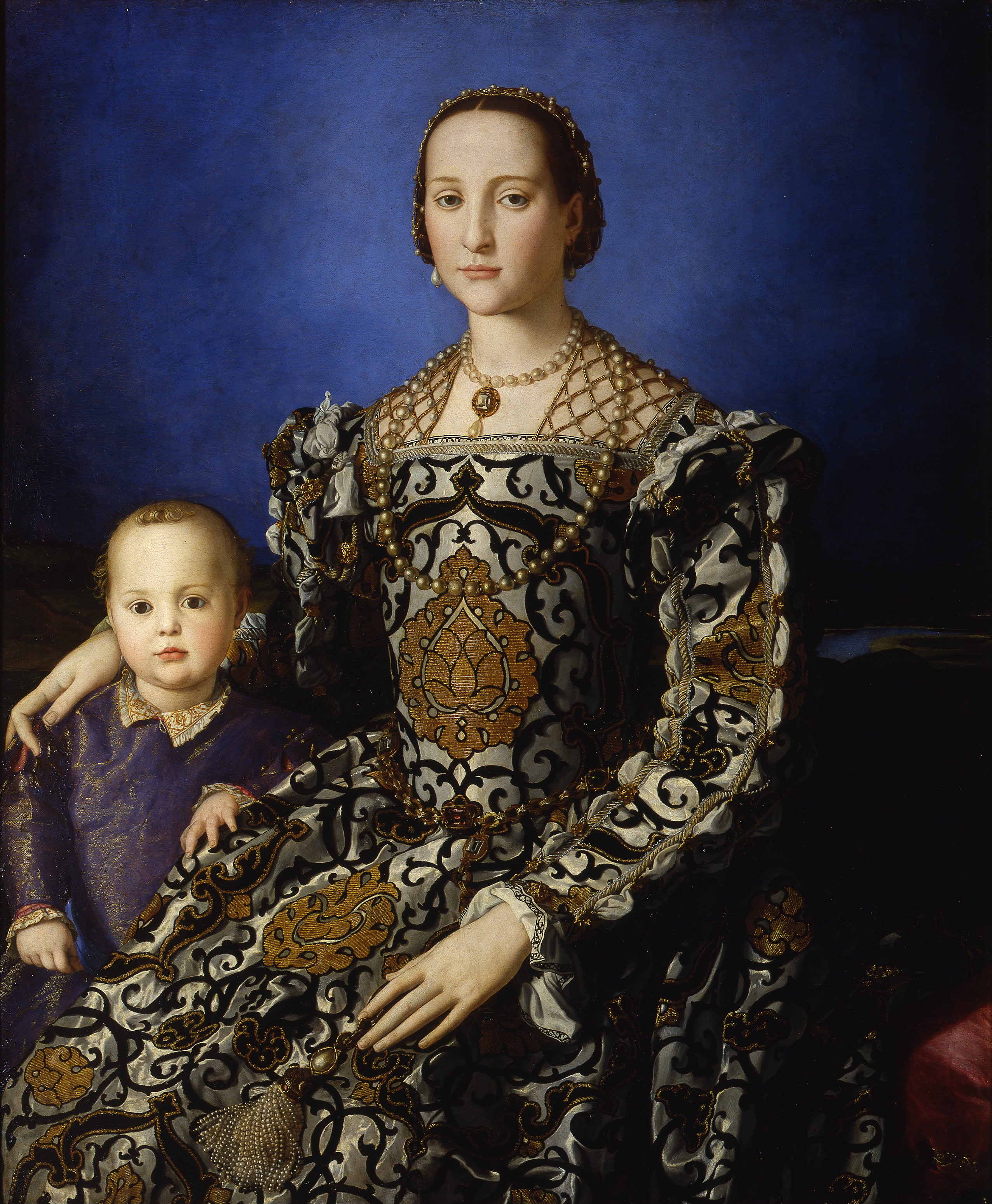
エレオノーラと息子ジョヴァンニ（アーニョロ・ブロンズィーノ画）

エレオノーラ・ディ・トレド（Eleonora di Toledo, 1519年1月11日 - 1562年12月17日）は、フィレンツェ公（後のトスカーナ大公）コジモ1世の妃。
ナポリ副王ビリャフランカ侯ペドロ・アルバレス・デ・トレドの長女として、アルバ・デ・トルメス（現在はサラマンカ県のムニシピオ）で生まれた。祖父は第2代アルバ公ファドリケである。1539年にフィレンツェ公コジモ・デ・メディチと結婚。11子の母となり、1562年にマラリアに罹患しピサで亡くなった。

## 子女
- マリーア（1540年 - 1557年）
- フランチェスコ1世（1541年 - 1587年） - トスカーナ大公
- イザベッラ（1542年 - 1576年）
- ジョヴァンニ（1543年 - 1562年）
- ルクレツィア（1545年 - 1561年）
- ピエトロ（1546年 - 1547年）
- ガルツィア（1547年 - 1562年）
- アントニオ（1548年、夭折）
- フェルディナンド1世（1549年 - 1609年） - トスカーナ大公
- アンナ（1553年、夭折）
- ピエトロ（1554年 - 1604年）